# First Doom
First Doom ist eine aus Pforzheim stammende Band, die seit 2009 wieder in gleichbleibender Besetzung besteht.

## Geschichte
Die Band wurde 1995 in Pforzheim gegründet. Da die Gründer vom Metal und vom Punk beeinflusst waren, klang die Musik dementsprechend.
Die ersten drei First-Doom-Titel waren als Demo-MC aufgenommen worden. Noch vor dem ersten Gig stieg der Gründungssänger aus. Auch der Bassist verließ die Band im Gründungsjahr.
Weitere Konzerte wurden 1996 mit einer Aushilfe am Bass gespielt, der Gesang auf Schlagzeuger und Gitarrist verteilt. Die Texte (aufgrund der schlechten Englischkenntnisse grammatikalisch falsch) beschäftigen sich überwiegend mit Anti-Kriegs-Botschaften, Melodramatiken der Welt und Horrorfilmen.
1997 stieg das letzte neben Steffen Bähr verbleibende Gründungsmitglied Thomas Pfänder aus und wechselte unter dem Pseudonym Isternos zur Dark-Metal-Band Mystic Circle. Mit neuer Besetzung folgten Konzerte, die von zahlreichen Requisiten wie Gasmasken und Gummipuppen begleitet waren. Ein Höhepunkt ist ein Festival mit den Headlinern Fools Garden, Der Wolf und Herwig Mitteregger. First Doom trat schwarz gekleidet und mit Tarnfarben geschminkt auf. Auf einem anderen Festival führte First Doom Coverversionen von den Kastelruther Spatzen im originalgetreuen Stil auf.
1999 legte Steffen Bähr die Band die nach weiteren Besetzungswechseln und Ausstiegen aus Ihm und Michael Bossert besteht auf Eis und wechselte zur Punk-Band The Lennons.
2001 begannen die ersten Planungen für den Neustart. Schlagzeuger Steffen Bähr, der gerade mit den Lennons (unter der Teilnahme von WIZO und Terrorgruppe) die 20-Jahre-Jubiläumsplatte aufnahm, wurde wieder Sänger, diesmal aber ohne am Schlagzeug zu spielen. Die Musik klang durch die neue Besetzung wesentlich punk-lastiger, und die Band beschloss, zukünftig nur noch deutschsprachige Texte zu verfassen, die wesentlich gelassener und positiver sein sollten als die früheren.
2002 erschien die erste Studio-EP mit dem Namen Neue Medizin. Der erste Auftritt nach dem Neustart fand 2003 bei einem Newcomer-Festival des autonomen Pforzheimer Jugendzentrums Schlauch statt, bei dem das Publikum abstimmt und First Doom als Sieger hervorging. Es folgten weitere Konzerte im Vorprogramm von Bands wie Loikaemie und Kafkas sowie die Live-CD Die alten Tage mit alten Live-Aufnahmen aus den Jahren 1996 bis 1998 inklusive einer neuen bisher unveröffentlichten Studioaufnahme. Wieder waren Requisiten und schauspielerische Einlagen wie (Spielzeug-)Kettensägenmassaker und Adolf-Hitler-Parodien Bestandteil der Live-Darbietungen.
Durch den damaligen Erfolg kam es zu Differenzen in der Band das den Ausstieg diverser Mitglieder zur Folge hatte.
2004 bestand die Band aus Steffen Bähr (der inzwischen auch den Bass spielte) am Gesang und Tanja Ulmer am Schlagzeug, die zusammen das erste Studioalbum Anarchie aufnahmen. Mit neuen Gitarristen trat die Band im selben Jahr auch wieder live auf. Metal-Elemente waren zu dieser Zeit fast gar keine mehr vorhanden, die Band spielte melodischen Punkrock.
2005 erschien das Album Anarchie, eine Deutschrock-CD mit 11 Titeln und die aktuelle Formation beschloss unter dem Namen Viermannzelt einen Neustart. Die letzten beiden Konzerte unter dem Namen First Doom fanden in Karlsruhe und bei Chemnitz statt. Zum 10-jährigen Bestehen wurde noch eine Best-of-CD mit Studioaufnahmen angekündigt, die zwar begonnen wurde aufzunehmen, aber nicht erschien. 
2006 wurde Till Würtemberger während der Aufnahmen zur Best-Of-CD nach 7 Jahren Abstinenz wieder festes Bandmitglied.
2007 wurde ein Live-Comeback mit neuer Besetzung angekündigt, welches aber auf Grund eines Hörsturz von Till Würtemberger scheiterte. Es wurden diverse Studioaufnahmen auf Samplern veröffentlicht, darunter auch Beiträge zu Tributalben an Soilent Grün und The Lennons.
2009 erschien unter First Doom & Friends das Remix-Album Doombule welches neue Fassungen der bisherigen Studioaufnahmen, Coverversionen, Remixe und Gastbeiträge von Across the Border, The Lennons, Moloko Plus und vielen anderen Musikern (insgesamt 72 Künstler) enthält. Kurze Zeit nach der Veröffentlichung des Remix-Albums machten der Neuling Helmut Kuntschner an der Gitarre und die Schlagzeugerin Tanja Ulmer, die zur Band zurückkehrte, die Band wieder komplett. Seitdem bestand die Band in gleichbleibender Besetzung.
Für 2010 wurde erneut ein Live-Comeback angekündigt, welches im April zum 15-jährigen Jubiläum in Pforzheim stattfand. Das Live-Programm enthielt Songs aus allen Schaffensphasen der Band, konzentrierte sich aber überwiegend wieder auf die härteren Metal-Elemente. Untermalt wurde das Programm mit Parodie- sowie Kostümeinlagen, wie beispielsweise Deutschland sucht den Superdepp. Der Live-Mitschnitt des Konzertes wurde als streng limitierte CDR unter dem Titel Durch Ironie zu mehr Schönheit ungeschnitten und ungemischt veröffentlicht. Im Dezember erschien unter dem Titel 15 Jahre die lang angekündigte Studio-Best-of-CD, an der fast alle Ex-Mitglieder der Band an den Aufnahmen teilgenommen haben.
2011 erschienen weitere exklusive Titel auf Samplern.

## Diskografie
- 1995: Demo (MC, eigene Herstellung)
- 1998: First Doom (Live-CD-R 1995–96 mit Wiederveröffentlichung der Demoaufnahme; SC Productions)
- 1998: Pogotanzkapelle (Live-CD-R 1997; SC Productions)
- 2002: Neue Medizin (EP; Doom-Records)
- 2003: Die alten Tage (Live-CD 1996–1998; Doom-Records)
- 2005: Anarchie (CD; Doom-Records)
- 2005: Maschine auf A Tribute to Soilent Grün (LP; Evil-Killing-Records)
- 2007: A Gun in Your Hand auf Everywhere Is Loud (CD; Evil-Killing-Records)
- 2008: Sodom & Gommorah auf Der verlorene Song (CD; Doom-Records)
- 2008: Fuck auf A Tribute to the Lennons (CD; Doom-Records. Beitrag unter dem Pseudonym Kopulator)
- 2009: Kreuzzug der Religion auf Der verlorene Song 2 (CD; Doom-Records)
- 2009: Maschine – pfandfreie Version auf A Tribute to Soilent Grün (CD; Evil-Killing-Records)
- 2009: Doombule – The Remixed Album (CD; Doom-Records)
- 2010: Durch Ironie zu mehr Schönheit (Live-CD-R 2010; F+B Records)
- 2010: 15 Jahre (Best-of-Split-CD mit Aggressive Tears; Doom-Records / InterAct-Music)[1]
- 2010: In My Own auf Rock ‘n’ Rumble 4 (CD; RNR-Records)
- 2011: Die Sendung mit dem Superdepp auf Plattenbosse aus der Gosse (CD; Doom-Records, Subwix, Nebula 5, Strictly-Commercial-Records)[2]
- 2011: Superdepp (politisch korrektiert) auf Rock‘n’Rumble 5 (CD; RNR-Records)[3]